# Platythyrea sinuata
Platythyrea sinuata is een mierensoort uit de onderfamilie van de Ponerinae. De wetenschappelijke naam van de soort is voor het eerst geldig gepubliceerd in 1860 door Roger.